# Polygonum huichunense
Polygonum huichunense är en slideväxtart som beskrevs av F.Z.Li, Y.T.Hou & C.Y.Qu. Polygonum huichunense ingår i släktet trampörter, och familjen slideväxter. Inga underarter finns listade i Catalogue of Life.